# باري ماجي
باري ماجي (بالإنجليزية: Barry Magee) هو منافس ألعاب قوى نيوزيلندي، ولد في 6 فبراير 1934 في نيو بلايموث في نيوزيلندا.

## وصلات خارجية
- باري ماجي على موقع الاتحاد الدولي لألعاب القوى (الإنجليزية)
- باري ماجي على موقع رابطة إحصائيات سباق الطريق (الإنجليزية)
- باري ماجي على موقع اللجنة الأولمبية الدولية (الإنجليزية)
- باري ماجي على موقع أوليمبيديا (الإنجليزية)
- باري ماجي على موقع اللجنة الأولمبية النيوزيلندية (الإنجليزية)
- باري ماجي على موقع قاعة نيوزيلندا للمشاهير الرياضية (الإنجليزية)